# 모리나가 아이

모리나가 아이(일본어: 森永 あい, 1981년 4월 28일~2019년 8월 2일)은 일본의 만화가이다. 오카야마현 출신. 주로 독특한 개그 센스를 발휘한 소녀 만화를 그렸다.
1993년, 〈11년째 여신〉으로 데뷔했다. 동인 작가 시절 펜네임은 모리나가 구리코(森永グリ子)이다.
대표작으로는 《타로 이야기》(원제: 山田太郎ものがたり), 《미운오리 왕자님》(원제: あひるの王子さま) 등이 있다.